# ریکو پونتویانه
ریکو پونتویانه (اسپانیایی: Rico Pontvianne‎; ۲۰ اکتبر ۱۹۴۳ – ۱۳ اوت ۲۰۱۸) بازیکن بسکتبال اهل مکزیک بود. وی در بازی‌های المپیک تابستانی ۱۹۶۴ و ۱۹۶۸ شرکت کرده‌است.